# あいコムこうか
株式会社あいコムこうかは、滋賀県甲賀市に本社を置くケーブルテレビ局である。

## 概要
市民サービス向上と通信事業の安定経営を目指し、市内にあった３事業者（甲賀郡有線放送農業協同組合、（株）甲賀ケーブルネットワーク、信楽町有線放送農業協同組合）が参画・事業統合して設立した。情報技術の進展に対応でき、効率的な運営ができるよう、市等が出資した第三セクター方式で設立している。
この会社名は、「愛あるコミュニケーションを創造するネットワークこうか」の願いを込め、愛あるの「あい」、コミュニケーションの「コム」、ネットワークこうかの「こうか」の文字を組み合わせて名付けられた。
生活に役立つ番組制作をはじめとする、光テレビ、ケーブルプラス電話、光インターネット、音声放送などを甲賀市で提供する。また、甲賀市内のインフラのおよそ80%の世帯を担っている。2019年12月1日より、1ギガサービスを提供開始。

## ギネス世界記録
2021年11月28日、あいコムこうかの設立10周年を記念して、甲賀流リアル忍者館（甲賀市甲南町竜法師）において折り紙手裏剣の展示数3万8105個のギネス世界記録を更新した。なお、これまでの世界記録は2018年7月に愛媛県四国中央市で記録した8934個であった。